# Girabola 2019-20
La Girabola 2019-20, fue la 42° temporada de la Girabola, la competición de fútbol de Primera División de Angola. La temporada comenzó el 16 de agosto de 2019 y finalizó el 3 de mayo de 2020.
La liga comprendió 16 equipos, los tres equipos del fondo de la tabla fueron relegado a las Divisiones Provinciales 2020–21.
El campeonato fue declarado nulo e inválido debido a la Pandemia de COVID-19. Al suceder esto, se suspendieron los descensos, excepto el caso de Estrela Clube Primeiro de Maio que descendió por razones administrativas.
El ganador calificó a la etapa de calificación de la Liga de Campeones de la CAF 2020-21.

## Estadios y ubicaciones
| Equipo                     | Ciudad   | Estadio                                       | Capacidad |
| -------------------------- | -------- | --------------------------------------------- | --------- |
| Primero de Agosto          | Luanda   | Estádio 11 de Novembro                        | 48,500    |
| 1º de Maio                 | Benguela | Estádio Municipal Edelfride Palhares da Costa | 5,000     |
| Académica Lobito           | Lobito   | Estádio Buraco                                | 5,000     |
| Cuando Cubango             | Menongue | Estádio Municipal de Menongue                 | 4,000     |
| Desportivo da Huíla        | Lubango  | Estádio Ferroviário da Huíla                  | 15,000    |
| Ferroviário Huambo         | Huambo   | Estádio dos Kurikutelas                       | 10,000    |
| Interclube                 | Luanda   | Estádio 22 de Junho                           | 8,000     |
| Onze Bravo                 | Luena    | Estádio Mundunduleno                          | 4,300     |
| Petro de Luanda            | Luanda   | Estádio 11 de Novembro                        | 48,500    |
| Progresso Sambizanga       | Luanda   | Estádio da Cidadela                           | 40,000    |
| Recreativo da Caála        | Caála    | Estádio Mártires da Canhala                   | 8,000     |
| Recreativo Libolo          | Calulo   | Estádio Municipal de Calulo                   | 5,000     |
| Sagrada Esperança          | Dundo    | Estádio Sagrada Esperança                     | 8,000     |
| Deportivo Clube de Cabinda | Cabinda  | Estádio Municipal hacer Tafe                  | 5,000     |
| Santa Rita de Cássia       | Uíge     | Estádio 4 de Janeiro                          | 12,000    |
| Wiliete                    | Benguela | Estádio Nacional de Ombaka                    | 35,000    |

## Tabla de posiciones
Actualizado el 23 de diciembre de 2021.
| Pos. | Equipo                   | PJ | PG | PE | PP | GF | GC | DG. | Pts. | Clasificado a                                        |
| ---- | ------------------------ | -- | -- | -- | -- | -- | -- | --- | ---- | ---------------------------------------------------- |
| 1    | Petro de Luanda (C)      | 24 | 16 | 6  | 2  | 41 | 10 | +31 | 54   | Campeón y Liga de Campeones de la CAF 2020-21        |
| 2    | 1º de Agosto             | 23 | 16 | 3  | 4  | 42 | 13 | +29 | 51   |                                                      |
| 3    | Onze Bravos              | 23 | 12 | 4  | 7  | 26 | 22 | +4  | 40   |                                                      |
| 4    | Desportivo da Huíla      | 22 | 10 | 7  | 5  | 24 | 16 | +8  | 37   |                                                      |
| 5    | Sagrada Esperança        | 23 | 9  | 7  | 7  | 21 | 16 | +5  | 34   |                                                      |
| 6    | Académica do Lobito      | 22 | 9  | 6  | 7  | 21 | 18 | +3  | 33   |                                                      |
| 7    | Recreativo do Libolo     | 24 | 9  | 5  | 10 | 25 | 30 | -5  | 32   |                                                      |
| 8    | Interclube               | 23 | 8  | 7  | 8  | 24 | 23 | +1  | 31   |                                                      |
| 9    | Wiliete S.C              | 23 | 7  | 7  | 9  | 20 | 26 | -6  | 28   |                                                      |
| 10   | Recreativo da Caála      | 22 | 8  | 3  | 11 | 16 | 22 | -6  | 27   |                                                      |
| 11   | Progresso da Sambizanga  | 23 | 6  | 4  | 13 | 16 | 29 | -13 | 22   |                                                      |
| 12   | Sporting de Cabinda      | 19 | 5  | 6  | 8  | 20 | 24 | -4  | 21   |                                                      |
| 13   | Cuando Cubango           | 23 | 4  | 8  | 11 | 17 | 27 | -10 | 20   |                                                      |
| 14   | Ferroviário do Huambo(R) | 23 | 4  | 8  | 11 | 9  | 25 | -16 | 20   | Descensos anulados a Divisiones Provinciales 2020-21 |
| 15   | Santa Rita da Cássia(R)  | 23 | 3  | 7  | 13 | 16 | 37 | -21 | 16   | Descensos anulados a Divisiones Provinciales 2020-21 |
| 16   | 1º de Maio (R)           | 0  | 0  | 0  | 0  | 0  | 0  | 0   | 0    | Se retiró del torneo                                 |